# 聯合L型運載火箭
聯盟號-L運載火箭（俄语：Союз，意為"聯合"，GRAU代號11A511L）為蘇聯的運載火箭，由OKB-1設計，國家1號航空工廠（State Aviation Plant No. 1）於薩馬拉製造，該火箭用於月球小艇（俄语：Lunny Korabl，LK）低地球軌道的測試發射。為蘇聯載人登月計畫的一部分。
聯盟號-L運載火箭基於源自閃電號-M運載火箭的聯盟號運載火箭進行開發，聯盟號-L運載火箭將第一節加大，並能搭載閃電號的第三節火箭，使其能夠酬載更大及更重的人造衛星，另加大的整流罩以收納月球小艇。之後的聯盟號-U運載火箭的外型與L型相似。

## 發射記錄
聯盟號-L運載火箭於1970至1971年間共發射三次，三次任務皆成功
| 次數 | 日期           | 酬載衛星 | 軌道 | 結果 |
| ---- | -------------- | -------- | ---- | ---- |
| 1    | 1970年11月24日 | 宇宙379  | LEO  | 成功 |
| 2    | 1971年2月26日  | 宇宙398  | LEO  | 成功 |
| 3    | 1971年8月12日  | 宇宙434  | LEO  | 成功 |